# Itanium

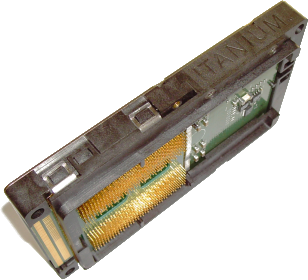
Procesor Intel Itanium

Itanium (kódové označení Merced) je mikroprocesor architektury IA-64, který byl vyvinut společnostmi Intel a Hewlett-Packard. Byl uveden roku 2001.
HP a Intel začali společně pracovat na vývoji nové architektury procesorů pro servery a pracovní stanice roku 1989. Společnost HP potřebovala novou generaci své úspěšné řady PA-RISC a měla zájem využít zkušeností společnosti Intel s návrhem a výrobou čipů.
Procesor je výjimečný použitím pokročilé instrukční sady typu EPIC, která vznikla vývojem z instrukční sady typu VLIW. Tato architektura umožňuje maximalizovat výkon v jednom vlákně. Jedná se o jednu z nejpokrokovějších architektur mikroprocesorů.  Její nevýhodou je náročné programování v případě použití programovacího jazyka Assembler.